# Hyperocha
Hyperocha (grek. hyperoché, övermål), juridiskt begrepp inom romersk rätt som betecknar det överskott, som möjligen uppstår vid pantrealisation, sedan fordringsegaren ur köpeskillingen uttagit sin fordran. Detta överskott skall redovisas till pantgivaren, såvida det ej tages i anspråk av efterföljande panthavare i samma pantobjekt till betäckande av deras obetalda fordringar. Kan realisation av panten ej lämpligen ske, är panthavaren vid utebliven betalning berättigad att efter värdering tillerkännas äganderätt till pantobjektet (impetratio dominii), varvid dettas mervärde betraktas som hyperocha. Däremot är en bestämmelse på förhand i pantavtalet mellan parterna, att vid bristande skuldbetalning panthavaren utan värdering ipso jure skall bli ägare till pantobjektet (lex commissoria), enligt en förordning av kejsar Konstantin den store ogiltig.